# نيشيكيو-كو
نيشيكيو-كو (باليابانية: 西京区) هو حي في اليابان، يقع في كيوتو، بلغ عدد سكانه 149,247 نسمة وذلك حسب إحصائيات سنة 2018، تبلغ مساحته 59.20 كيلومتر مربع.